# Norberto Madurga
Norberto Rubén Madurga nasceu em 29 de dezembro de 1944 em Buenos Aires, Argentina. Foi um futebolista que se destacou pelo clube Boca Juniors. Em 1972, transferiu-se para a Sociedade Esportiva Palmeiras onde foi campeão estadual e campeão brasileiro de 1972. Com este título, Madurga se tornou o primeiro jogador argentino a se sagrar campeão brasileiro (pelo formato iniciado em 1971).
Jogava como meio-campista e iniciou em 1966 no Atlanta. Estreou no mesmo ano no Boca Juniors em partida pela Copa Libertadores da América de 1966, quando marcou 1 gol contra o River Plate num empate de 2-2. Ganhou três títulos nacionais em seu país natal jogando pelo Boca Juniors: o de campeão argentino por duas vezes (1969 e 1970) e a Copa Argentina de 1969. 
Participou de 11 jogos pela Seleção Argentina e marcou 3 gols, estreando em 4 de março de 1970 contra o Brasil (2-0). 

## Clubes
| Clube        | País      | Ano       |
| ------------ | --------- | --------- |
| CA Atlanta   | Argentina | 1964-1965 |
| Boca Juniors | Argentina | 1966-1971 |
| Palmeiras    | Brasil    | 1972      |
| Banfield     | Argentina | 1975      |

## Títulos
Boca Juniors
- Campeonato Argentino: 1969, 1970
- Copa Argentina: 1969

Palmeiras
- Campeonato Paulista: 1972
- Campeonato Brasileiro: 1972